# Bye Bye (singolo Annalisa)
Bye Bye è un singolo della cantante italiana Annalisa, pubblicato il 20 aprile 2018 come terzo estratto dall'omonimo album.

## Descrizione
Traccia di apertura dell'album, il brano è stato scritto da Annalisa stessa insieme a Daniele Lazzarin e Patrizio Simonini e rappresenta, a detta della cantante, quello su cui ruotano tutte le restanti canzoni presenti nel disco.

## Accoglienza
MTV Italia ha apprezzato il singolo della cantautrice, affermando che è evidente che «vuole rappresentare la consapevolezza della propria identità, dei propri bisogni e della volontà di ricerca della propria felicità», rimanendo piacevolmente colpito dal sentimento femminista, percepibile nel video del brano.

## Video musicale
Il videoclip, diretto per la seconda volta di seguito dagli YouNuts!, è stato pubblicato il 20 aprile 2018 sul canale YouTube della Warner Music Italy ed è stato girato nel quartiere Corviale di Roma.

## Tracce
1. Bye Bye (Two Fingerz Radio Edit RMX) – 2:57
2. Bye Bye (Two Fingerz Extended RMX) – 3:47

## Classifiche
| Classifica (2018) | Posizione massima |
| ----------------- | ----------------- |
| Italia            | 41                |